# Cross-Slab von Edderton

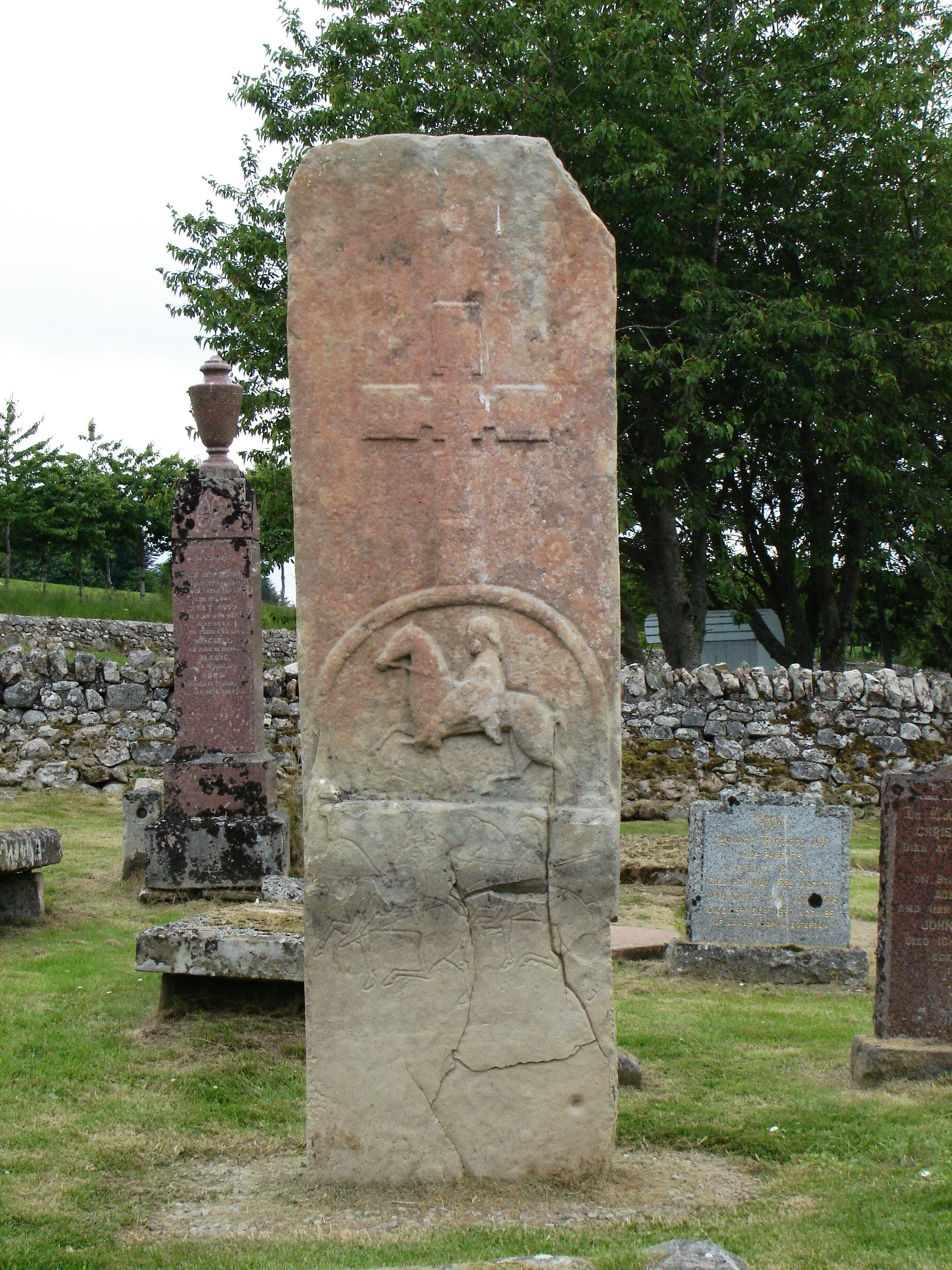
Cross-Slab (Kreuzplatte) von Edderton

Die Cross-Slab von Edderton ist ein Piktenstein der Classe III aus rotem Sandstein, der auf dem Friedhof der Edderton Old Parish Church bei Edderton in Highland, Schottland aufgerichtet ist.

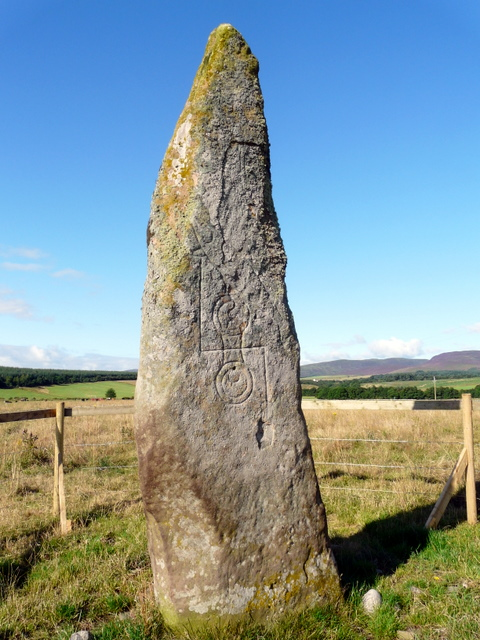
Clach Biorach Piktenstein

Auf der Westseite zeigt die Platte ein schmuckloses Keltenkreuz. Auf der östlichen Seite befindet sich in der oberen Hälfte ein Balkenkreuz, das auf einer halbkreisförmigen Basis steht, innerhalb derer ein Reiter im Relief dargestellt ist. Zuunterst sind zwei weitere Reiter eingeschnitten. Die Platte war zeitweise wesentlich tiefer in die Erde versenkt, und verdeckte die unteren Reiter. Sie ist vor kurzem auf ihre ursprüngliche Höhe angehoben worden.
Das Denkmal darf nicht mit dem Clach Biorach (schottisch-gälisch spitzer Stein) verwechselt werden, einem etwa 3,0 m hohen Menhir aus rotem Sandstein in einem Feld 0,4 km nordwestlich des Dorfes Edderton steht.